# Stefan Selke

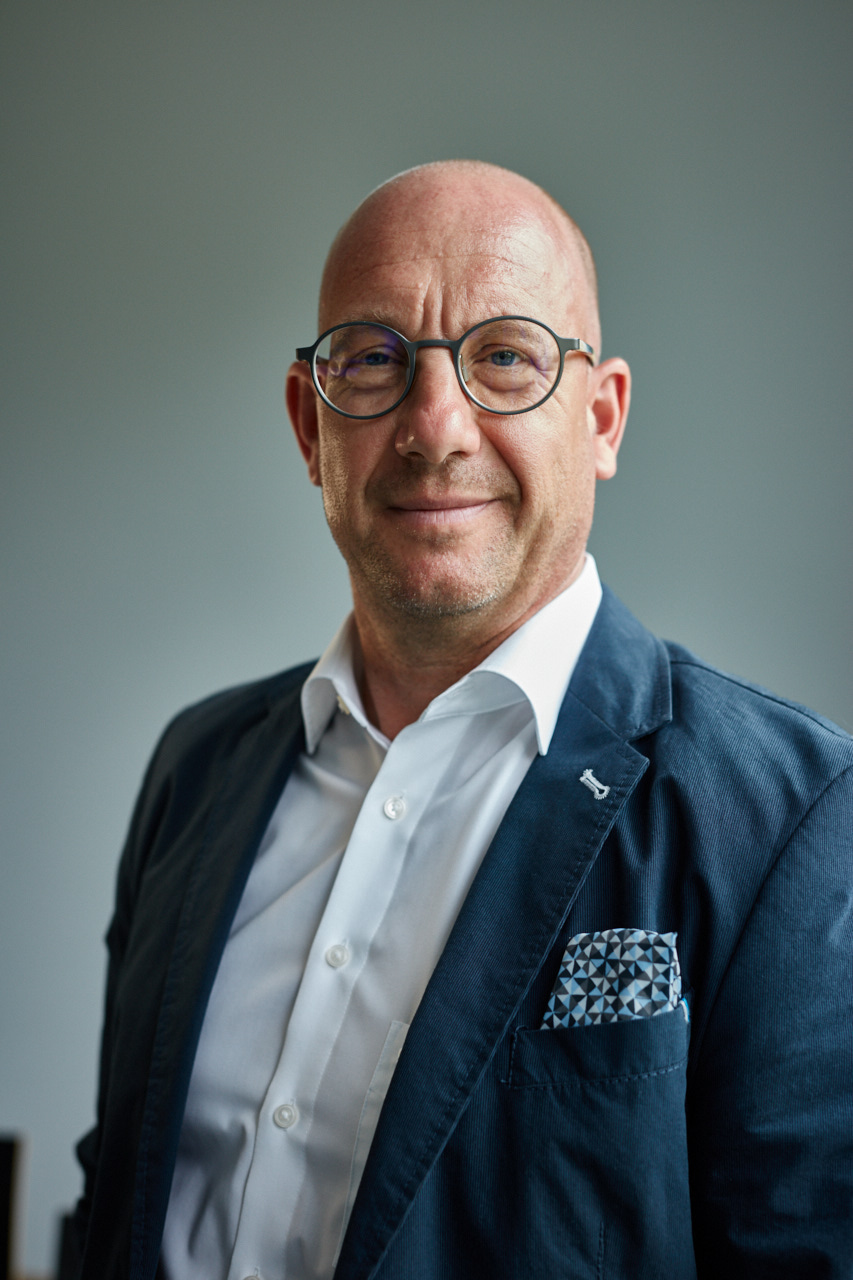
Stefan Selke (2024)

Stefan Selke (* 6. Oktober 1967 in Rheinfelden/Baden als Stefan Guschker) ist ein deutscher Soziologe und Transformationsforscher. Er lehrt und forscht als Professor für „Gesellschaftlichen Wandel“ an der Hochschule Furtwangen. Selke ist zudem Forschungsprofessor für „Transformative und Öffentliche Wissenschaft“ sowie Gründer des Public Science Lab.

## Akademischer Werdegang
Selke studierte zunächst Luft- und Raumfahrttechnik in Aachen. Er lebte 1991 und 1992 in Bauru/São Paulo (Brasilien). Danach folgten  von 1993 bis 1998 Studien der Soziologie, Philosophie, Anthropo-Geografie sowie der portugiesischen Literatur- und Sprachwissenschaften an der Universität Bonn. Von 1998 bis 2002 war er als Projektleiter beim Institut für Sozialwissenschaften infas tätig. 2002 wurde er im Fach Soziologie an der Universität Bonn mit Auszeichnung („egregia cum laude“) promoviert.
Von 2004 bis 2006 vertrat Selke den Lehrstuhl für Soziologie an der Fachhochschule Villingen-Schwenningen (Hochschule der Polizei). Anschließend war er zwischen 2006 und 2008 wissenschaftlicher Mitarbeiter an der Pädagogischen Hochschule Karlsruhe, zeitgleich auch am Institut für Regionalwissenschaften der Universität Karlsruhe.
2008 wurde Selke Professor für „Mediensoziologie“ an der Hochschule Furtwangen, seit 2011 für das Lehrgebiet „Gesellschaftlicher Wandel“. Seit 2015 ist er zudem Forschungsprofessor für „Transformative und Öffentliche Wissenschaft“.
Zusätzlich lehrte Selke von 2008 bis 2014 am Karlsruher Institut für Technologie. Er nahm Gastprofessuren an den Universitäten Wien (2012/13), Salzburg (2015/16), Huddersfield/UK (2018/19) sowie der Bruno Kessler Foundation in Trento/Italien (2024) wahr.
Selke ist Autor von Sachbüchern und zahlreichen Artikeln in nationalen und internationalen wissenschaftlichen Zeitschriften sowie Herausgeber wissenschaftlicher Sammelbände zu aktuellen Debattenthemen.
Er hält zudem Vorträge und Keynotes und ist als öffentlich wirksamer Soziologe häufig zu Gast in zahlreichen Fernseh- und Radiosendungen.
2021 wurde Stefan Selke für sein Zukunftsprojekt „NeoUniversity“ der Wolfgang-Heilmann-Preis verliehen. Den Preis vergibt die Integrata-Stiftung für „herausragende Beiträge zur Umsetzung der modernen Informationstechnologie im Sinne ihrer humanen Nutzung“. Ausgezeichnet werden laut Stiftung „Visionäre und Vordenker, die ambitionierte grundsätzlich aber auch realisierbare Zukunftsentwürfe für eine digitalisierte Gesellschaft entwickeln.“ Mit der Vergabe wurde auch explizit Selkes Engagement im Bereich öffentlicher Wissenschaft als Dialog zwischen Wissenschaft und Gesellschaft gewürdigt. Der Wolfgang-Heilmann-Preis ist mit 10.000 Euro dotiert.

## Wissenschaftliche Schwerpunkte
Aktuelle Schwerpunkte der wissenschaftlichen Forschung von Selke sind Zukunftstechnologien (z. B. Künstliche Intelligenz, Big Data oder digitale Selbstvermessungspraktiken), Zukunftserzählungen, real-utopische Zivilisationsexperimente sowie insbesondere die Soziologie des neuen Weltraumzeitalters (New Space). 2023 arbeitete Selke als “Research Fellow for Space Flight and Future Narrative” bei der European Space Agency in Paris.
Im Rahmen der Forschungsprofessur „Transformative und öffentliche Wissenschaft“ forscht Selke seit 2015 übergreifend zu gesellschaftlichen Transformationsprozessen sowie Formaten dialogischer Wissensproduktion. 2020 gründete Selke das Public Science Lab, um zu einer Verstetigung und Professionalisierung von Methoden öffentlicher Wissenschaft beizutragen. Das Public Science Lab vernetzt inner- und außerwissenschaftliche Akteure, fördert Dialoge und trägt zur Einlösung der gesellschaftlichen Verantwortung von Hochschulen (Third Mission) bei. Eine Besonderheit ist die Entwicklung und Erprobung des sog. „Public Vision Assessments“, einer 360-Grad-Perspektive auf Zukunftsthemen, verbunden mit der Analyse öffentlich zirkulierender Zukunftsbilder und Zukunftsnarrationen sowie der Entwicklung von Transformationskorridoren.
Bis 2016 beschäftigte sich Selke intensiv mit Armutsökonomie, insbesondere mit den Tafeln in Deutschland. Mit dem Buch Schamland. Die Armut mitten unter uns (2013) legte Selke eine umfangreiche Sozialstudie zu Tafeln, Suppenküchen, Sozialkaufhäusern und ähnlichen armutslindernden Einrichtungen vor. Einem breiteren öffentlichen Publikum wurde er insbesondere zwischen 2008 und 2013 als Kritiker der sogenannten „Tafelbewegung“ bekannt. Hierzu fand eine Demonstration gemeinsam mit Armutsbetroffenen vor dem Brandenburger Tor in Berlin statt. Diese Aktion wurde 2018 im Haus der Geschichte als Beispiel für organische öffentliche Soziologie ausgestellt.

## Mitgliedschaften (Auswahl, sortiert nach Aktualität)
- Wissenschaftlicher Beirat der Integrata-Stiftung (seit 2022)[7]

- Wissenschaftlicher Beirat der Schader-Stiftung (2015–2020)
- Wissenschaftlicher Beirat von FIAN – Menschenrechtsorganisation für das Recht auf Nahrung (seit 2017)
- Deutsche Gesellschaft für Soziologie (2013/2014 Tätigkeit als Blogger der Gesellschaft[8])
- Mitglied div. Editorial Boards von Zeitschriften und Buchreihen

## Veröffentlichungen (sortiert nach Aktualität)

### Als Autor von Sachbüchern (Auswahl)
- Technik als Trost. Verheißungen Künstlicher Intelligenz. transcript, Bielefeld 2023, ISBN 978-3-8376-6928-2[9]
- Wunschland. Von irdischen Utopien zu Weltraumkolonien. Eine Reise in die Zukunft unserer Gesellschaft. Ullstein Verlag, Berlin 2022, ISBN 978-3-550-05067-1[10]
- Einladung zur öffentlichen Soziologie. Eine postdisziplinäre Passion. Springer VS, Wiesbaden 2020, ISBN 978-3-658-31111-7[11]
- Der Geldverteiler vom Mirabellplatz. Eine soziale Utopie. Tectum Verlag, Baden-Baden 2018, ISBN 978-3-8288-4169-7
- Lifelogging. Wie die digitale Selbstvermessung unsere Gesellschaft verändert. ECON, Berlin 2014, ISBN 978-3-430-20167-4
- Schamland. Die Armut mitten unter uns. ECON, Berlin 2013, ISBN 978-3-430-20152-0
- Fast ganz unten. Wie man in Deutschland durch die Hilfe von Lebensmitteltafeln satt wird. Westfälisches Dampfboot, Münster 2008, 2. Auflage 2009, ISBN 978-3-89691-754-6
- Bilderwelt und Lebenswirklichkeit. Eine soziologische Studie über die Rolle privater Fotos für die Sinnhaftigkeit des eigenen Lebens. Lang, Frankfurt am Main, 2002, ISBN 3-631-39567-1

### Als Herausgeber von Sammelbänden (Auswahl)
- Handbuch Öffentliche Soziologie, Springer VS, Wiesbaden 2023, ISBN 978-3-658-16994-7. (zusammen mit Oliver Neun, Robert Jende, Stephan Lessenich und Heinz Bude)
- Öffentliche Gesellschaftswissenschaften. Grundlagen, Anwendungsfelder und neue Perspektiven. Springer VS, Wiesbaden 2023, ISBN 978-3-658-16709-7 (zusammen mit Annette Treibel)
- Lifelogging. Digitale Selbstvermessung und Lebensprotokollierung zwischen disruptiver Technologie und kulturellem Wandel. Springer VS, Wiesbaden 2016, ISBN 978-3-658-10415-3
- Postmediale Wirklichkeiten aus interdisziplinärer Perspektive. Neue Beiträge zur Zukunft der Medien. Heise, Hannover 2010,  ISBN 978-3-936931-68-6 (zusammen mit Ullrich Dittler)

### Weitere Herausgeberschaften
Selke ist Herausgeber der Buchreihe „Öffentliche Wissenschaft und Gesellschaftlicher Wandel“, sowie des Magazins „Zugluft. Öffentliche Wissenschaft in Forschung, Lehre und Gesellschaft“.